# Rigsembedsmænd
Ved betegnelsen rigsembedsmænd, herunder rigsråd, rigshofmester, rigsadmiral etc., forstås i Skandinavien især de øverste embedsmænd og politikere under rigsrådskonstitutionalismen, dvs. fra senmiddelalderen til 1600-tallet.
Disse øverste embeder opstod oprindeligt ved hoffet eller hirden, men fra 1200-tallet fik indehaverne funktioner af administrativ, politisk og juridisk karakter, der ændrede dem fra at være kongens mænd til mere at blive rigets repræsentanter, som dermed også kontrollerede kongens magtudøvelse.
I Danmark fandtes fra Valdemarstiden en drost, en marsk, en kammermester og en kansler og fra 1536 en rigshofmester, kongens kansler og rigsmarsken. Fra 1576 blev embedet rigsadmiral tilføjet, og i 1646 fik rigens kansler rang blandt rigsembedsmændene. I den svenske regeringsform fra 1634 nævnes en riksdrots, riksmarsk, riksamiral, rikskansler og riksskattmästare samt fire lavere rigsembedsmænd. 
Med undtagelse af kongens kansler havde rigsembedsmændene ikke egne ekspeditionskontorer og ikke klare ressortgrænser, hvorfor indehaverne selv kunne præge stillingerne, der typisk blev besat med adelige. Medlemmerne var oprindeligt valgt af kongen, men fra 1648 efter indstilling fra rigsrådet. Titlerne forsvandt med enevældens indførelse i 1660, dog levede kanslertitlen videre et stykke tid.